# Купиттаа
Купиттаа (фин. Kupittaa, швед. Kuppis) — один из центральных районов города Турку, входящий в Центральный территориальный округ — центр рекреационной, научной и бизнес- деятельности.

## Географическое положение
Район расположен к востоку от центральной части города, вокруг парка Купиттаа, вблизи трассы Турку-Хельсинки.

## Достопримечательности
В парке Купиттаа, находящемся в центре района, расположен спортивный стадион Веритас, площадка для бейсбола, велотрек, боулинг, площадка для скейтбордистов, трасса для мотокросса и открытые бассейны. Хоккейная арена была реконструирована и открыта в ноябре 2006 года.
В районе железнодорожного вокзала Купиттаа расположен центр научной и бизнес- деятельности — Научный парк Турку.